# Bischofsmühle (Schwerin)
Bischofsmühle wurden verschiedene Mühlen am Aubach in Schwerin genannt.
Die erste Mühle dieses Namens wurde in Schwerin erstmals im Jahre 1178 erwähnt und gehörte einst zu den ältesten Mühlen Mecklenburgs. Eine jüngere Mühle dieser Bezeichnung stammte aus dem Jahre 1763, sie wurde nach dem Umbau 1860 als Dampfmühle betrieben, 1925 stillgelegt und im Jahre 1933 abgerissen. Die Bischofsmühle stand am Bürgermeister-Bade-Platz, die abseits, nordwestlich vor der Stadt gelegen, das Wasser des Medeweger Sees staute. Das sogenannte Unterwasser und Freiwasser floss, wenn es nicht gestaut wurde, in den Pfaffenteich ab. Da es in Schwerin an geeigneten Standorten zum Betreiben von Wassermühlen mangelte, setzte man zunehmend auf Windmühlen.
Zu der im Jahre 1763 in Betrieb genommenen Bischofsmühle gehörte noch eine im Jahre 1824 errichtete Holländergalerie-, Windmühle und eine um das Jahr 1850 vor Ort existierende Bockwindmühle (stand einst auf der Schelfe am Judenfriedhof/Kämmereihof im Jahre 1749 wegen Windmagel an den neuen Standort Raum Luisenplatz Bahnhofsgelände Klein-Medewege umgesetzt) beide Mühlen wurden ab dem Jahre 1854 von Karl Pingel und ab dem Jahre 1871 nördlich der damaligen Augustenstraße (heute westlich der Straße „Zum Bahnhof“) zusammen mit seinem Bruder erwähnt. Die Galerie-Holländer Windmühle hatte ein mit Ziegelsteinen gemauertes Untergeschoss und eine achteckig umlaufende Galeriekonstruktion – die von Holzstützbalken gehalten wurde. Der Turmaufbau war mit Reet verkleidet und mit Fenstern versehen, weiterhin war die Dachhaube mit Schindeln bedeckt. Die Flügel der Mühle hatten eine Länge von 12 Meter. Mit der Kraft des Windes erzeugte die Mühlenanlage eine Leistung von 20 PS (etwa 15 kW). Die Haube hatte eine Galerie und wurde durch eine Windrose automatisch vor den Wind gedreht. Ab dem Jahre 1892 gingen die beiden Mühlen an Janssen-Mühlen (Schwerin) dem Besitzer der Schweriner Windmühlen an der Wittenburger Chaussee, die bischöfliche Bockwindmühle wurde 1893 von Janssen abgerissen und die Galerie – Holländer Windmühle wurde von Janssens 1897 an den Müller Brüssow verkauft und der wiederum diese im Jahre 1906 sie an seinen Bruder weiter gab. Der Müller Moll war der letzte Pächter der Holländermühle. Am 19. Juni 1911 wurde die obere Holzkonstruktion der Mühle von einem Blitzschlag getroffen und brannte ab. Auf demselben Grund und Boden des Mühlenbauses wurden die noch brauchbaren Ziegelsteine des Untergeschosses später zu einem noch heute existierenden Wohnhaus mit Fassaden-Schmuckelementen im Jugendstil wiederverwendet. Dieser Wohnungsbautyp befindet sich noch heute in der Pestalozzistraße Nr. 11, und dieses mitten in einem in den 1930er-Jahren dort errichteten neu erschlossenen Wohngebiet.

## Lage und Umgebung
Auf Schweriner Stadtplänen der ersten Hälfte des 18. Jahrhunderts ist die gesamte Aue bis zum Medeweger See einst als überflutet zu erkennen. Darum ist der relativ kleine Mühlenteich allen Anschein nach wahrscheinlich nur noch ein Relikt eines früheren Stauwerkes gewesen. Ein kurzer Damm über den Aubach staute den Bach in einem schmalen Tal bis zum Medeweger See hinauf. Die einstigen Siedler hatten auch diese Möglichkeit bei der Gründung der Stadt Schwerin im Jahre 1160 schon erkannt. Aber dort zu jener Zeit eine Mühle zu errichten, war wegen ihrer ungeschützten Lage fernab von der Stadt Schwerin noch sehr ungewiss. Es spricht dafür, dass sie erst in späterer Zeit nach 1167 gebaut wurde; möglicherweise wohl noch nach 1171, denn in einer damaligen Bewidmungsurkunde für das Bistum Schwerin wurde sie noch nicht aufgeführt.
Die alte, mit Wasser betriebene Mühle befand sich an dem angestauten Mühlenteich und dem anliegenden Freiwasser am alten Fahrweg nach Wismar nahe dem Ziegelsee sowie an dem durch Dammaufschüttung entstandenen Pfaffenteich am Aubach. Unter anderem wird in einer Urkunde von 1284 des damaligen Grafen von Schwerin auch der Damm, der den Mühlenteich (Pfaffenteich) vom Ziegelsee trennt, erstmals genannt und ausdrücklich als Mühlendamm bezeichnet. Zum Schutz vor Abtragungen wurde der Damm mit Pfählen gestützt. Der später geprägte Name „Spieltordamm“ leitet sich von dem Wort „Spil“ (Pfahl) ab. Erreichbar war der Damm durch das Spieltor (Wachhaus), das 1816 abgerissen wurde. Zehn Jahre später wurde der Damm fest ausgebaut. Die Holländerwindmühle stand oberhalb des Windmühlenbergs am Weg nach Klein Medewege. Im dortigen Raum stand auch einst die Bockwindmühle.
Im Jahre 1763 wurde der zweite Mühlenbau nahe der Wismarschen Straße und des Abflussgrabens zum Ziegelsee errichtet. Die alte Wassermühle lag auf dem Hof des Gaswerkes. Sie ist ebenfalls erst in den 1930er-Jahren verschwunden.

## Architektur

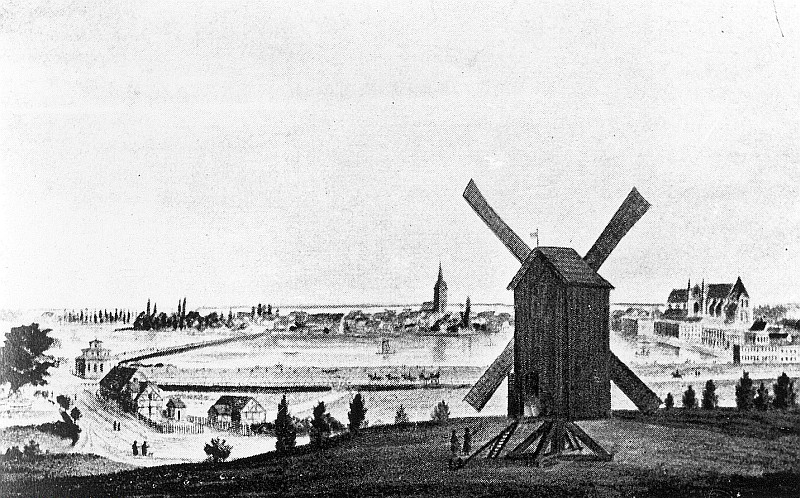
Alte Bischofsmühle links neben der Bockwindmühle - Schwerin um 1840

Über die Architektur der alten, mit Wasser betriebenen Mühle am Aubach kann anhand historischer Abbildungen einem Gemälde aus dem Jahre 1840 nachfolgendes ergänzt werden. Die Schweriner Kornmühlen am Pfaffenteich, im Vordergrund die Bockwindmühle sowie die Bischofsmühle, welche 1178 erstmals erwähnt worden ist – es sind die Gebäuden rechts vor dem sog. Wismarschen Torhaus abgebildet stehenden. Nun mehr könnten noch ausführlichere Beschreibungen zur Architektur Alte Bischofsmühle ggf.gemacht werden. Auf einer Abb. 1 der Seite 104 ist die Giebelfundament-Mauer der alten Bischofsmühle wieder zuerkennen – der Bildbeschreibung betreffend sind zwei einst hintereinander angeordneten Mühlenräder gut sichtbar an den beiden Öffnungen in der Kellerwand ebenfalls die alte Brücke des Mühlendammes zum Freiwasserablauf wieder zuerkennen. Weiteres auf Abbildungen Seite 12 - Schweriner Reihe Geschichten Literaturnachweis – sind zu sehe auch der nicht mehr existierenden Mühlenteich – mit dem Wismarschen Tor und den Zweiten den neueren Bischofsmühlen – das Wasser des Aubaches fließt aber weiterhin noch immer in den Pfaffenteich. Seit wann seine Benennung vor Ort als der Pfaffenteich gebräuchlich war und ob es einen Zusammenhang mit den einstigen Gärten der Domherren am Ostufer des Teiches gibt, kann nur vermutet werden. In Caspar Merians Prospekt wurde er als „Papen Teich“ bezeichnet. Die Möglichkeit von noch älteren schriftlichen Zeugnissen ist nicht auszuschließen. Die jüngere, ebenfalls mit Wasser betriebene Mühle von 1763 wird in Konstruktion und Daten beschrieben.

## Konstruktion und Daten
Zu den historischen, technischen und konstruktiven Daten der alten Wassermühle, die tatsächlich seit dem Jahre 1178 kirchlichen Aufzeichnungen (Urkunde) schriftlich seit 1186 mit dem Zusatz im Norden der Stadt gelegen und auch bildlich nachgewiesen existiert hat, kann nunmehr beigefügt werden, dass es sich mitunter um mehrere mit einander ggf. zugängliche Fachwerk-Gebäude handelte mit mindestens zwei Fenster an der Giebelfundamtwand etc. Die Bockwindmühle und die Holländerwindmühle sind ebenfalls in ihren typischen Bauausführungen zeichnerisch dargestellt von Theodor Schlopke.
Im Jahre 1763 wurde von dem Müller Röper eine zweite mit einem Wasserrad angetriebene oberschlächtige Mühle am angestauten Mühlenteich mit Abflussgraben zum Ziegelsee hin errichtet, die sogenannte jüngere Bischofsmühle. Sie erhielt im Jahre 1842 einen Wasserturbinenantrieb. Diese 1763 gebaute Mühle wurde im Jahre 1860 umgebaut, es entstand ein fast quadratisches, vierstöckiges Ziegelsteinbauwerk mit Fachwerk und statt einer Wasserturbine erhielt sie nun einen Dampfantrieb. Um 1922 entstand das Ölgemälde der Bischofsmühle von Marie Weber. Diese Mühle wurde erst im Jahre 1925 stillgelegt und stand noch bis zum Jahre 1933 dort, wo sich heute an der Kreuzung zur Wismarschen Straße die Wohnhäuser Obotritenring Nr. 1 und 3 befinden.

## Entstehungsgeschichte
Die älteste beschriebene Mühle entstand erst nach 1167, wahrscheinlicher noch nach 1171 und wohl noch außerhalb des im Jahre 1160 von den Siedlern bebauten Gebietes und des vom Stadtgründer Schwerins, Heinrich des Löwen eroberten Areals. Die Holländerwindmühle und die Bockwindmühle gab es noch mit an Sicherheit grenzender Wahrscheinlichkeit zu Lebzeiten des Malers Theodor Schloepke, denn seine Zeichnung um 1850 dokumentiert eindeutig und glaubhaft deren Existenzen. Die zweite jüngere Mühle – welche einst im Jahre 1763 gebaut worden ist – erhielt 1842 Wasserturbinen-Antrieb, wurde im Jahre 1860 aber zu einer nun mit Dampf angetriebenen Mühle umgebaut.

## Geschichte des Gebäudes

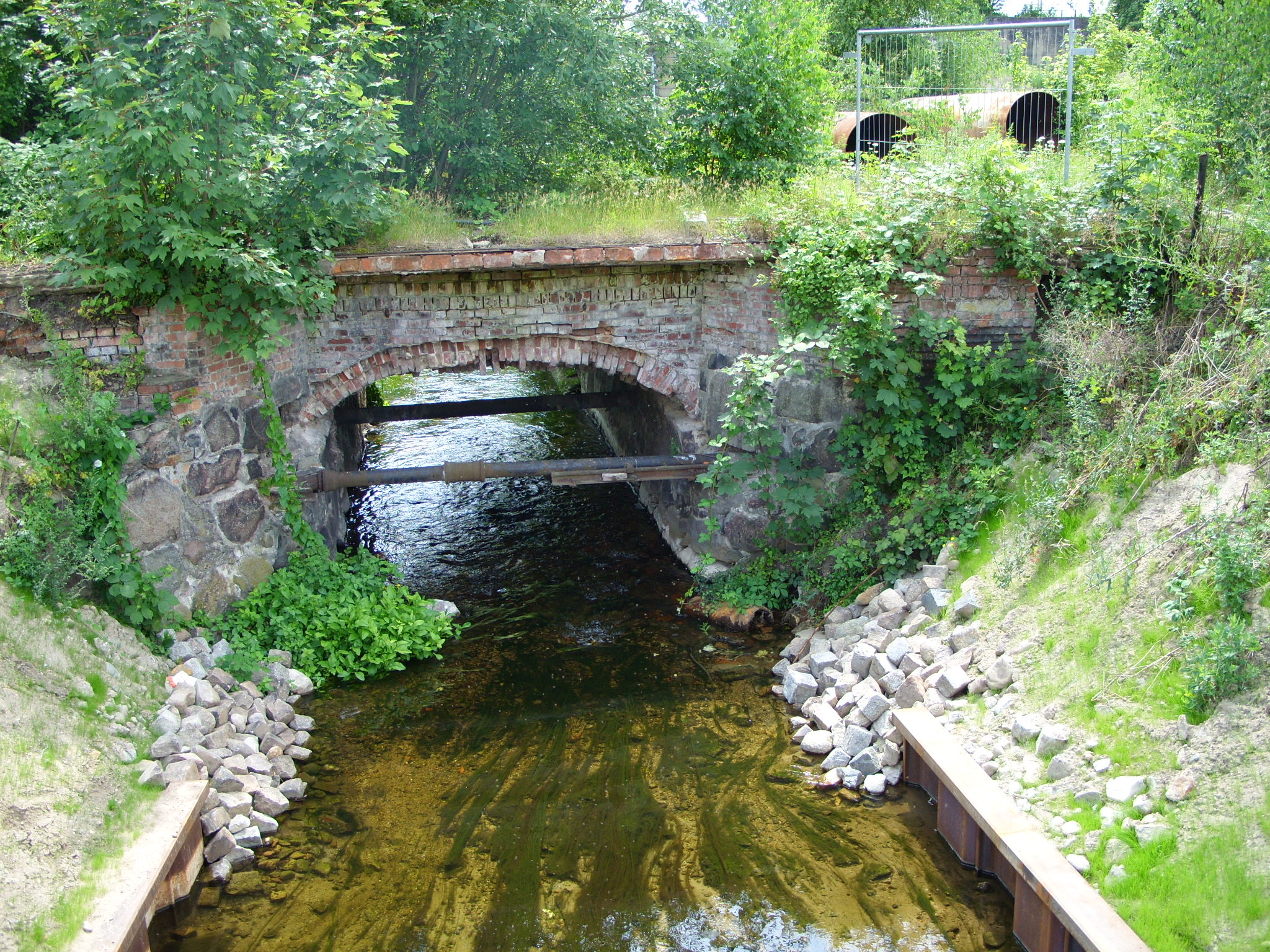
Erhaltene Aubachbrücke an der Bischofsmühle

Die älteste Mühle wurde von Mühlenbauern erbaut, die aus dem niederländischen Raum und Flandern mit ins Land von Heinrich dem Löwen nach Schwerin gebracht wurden. Erste Erwähnungen dazu sind aber erst aus dem Jahre 1178 bekannt. Während der schwedischen Besetzung Schwerins brannte die Bischofsmühle in den ersten Tagen des Jahres 1642 ab. Das Ensemble alte Mühle/Mühlenteich wurde im Jahre 1649 wieder in Betrieb genommen, sie wurde zum Bestand des Domaniums in Schwerin erklärt. 1819 ist erstmals der kleine Mühlenteich dargestellt. 1840 wurde die Bischofsmühle städtisches Schweriner Eigentum, um bald darauf in Privathand übernommen zu werden. Die Holländer- und Bockwindmühle hat es zur Zeit des Schweriner Malers Theodor Schloepke gegeben und die jüngere Mühle, also die zweite Bischofsmühle erbaut 1763 dann 1860 umgebaut dort an der Stelle wo heute der Häuser Obotritenring 1 und 3 stehen. Diese Mühle entwässerte einst in den Ziegelsee und hatte dadurch ein größeres Gefälle als die scheinbar sich gegen überliegend alte, am Freiwasser befindliche Mühle. An Stelle der im Jahre 1763 gebauten Bischofsmühle, die von Wasserräder angetrieben wurde, setzte der Mühlenpächter Röper 1842 auf Wasserturbinen-Antrieb – ab dem Jahr 1860 trieb Dampf die Bischofsmühle an. 1864 kaufte der bisherige Pächter Karl Pingel die großherzogliche Mühle für einen Wert von 43.000 Talern – und 1915 wurde die noch immer im Besitz der Mehlhändler-Familie Wilhelm Janssens bischöfliche Dampfmühle an den neuen Inhaber der Mühle, dem Müller Louis Deppen verkauft, dieser gliederte im Jahre 1916/17 der Mühle eine kleine Flocken- und Graupemühle an. Und im Jahre 1919 ließ der Inhaber der Mühle Louis Deppen die Dampfantriebs-Anlage durch einen 136 PS starken Siemens-Schuckert Motor ersetzen, die tägliche Leistungsfähigkeit der Mühle war auf ca. 1100 Ctn. angewachsen. Der wirtschaftliche Rückgang des Mühlenbetriebes zwang den Müller Deppen dazu die Bischofsmühle im Jahr 1925 stillzulegen. Durch die veränderten Straßenführungen ist der Mühlenteich gänzlich bis auf den immer noch fließenden Aubach verschwunden und die bis 1925 in Betrieb gewesene Mühle wurde diese 1933 abgerissen. Erhalten sind das Fundament der alten Bischofsmühle und die Brücke, unter der sich das Wehr befand, darüber ging jahrhundertelang der Verkehr nach Wismar.
Die historischen Beziehungen des Mühlen-Areales mit der Straßenführung entwickelten sich im Laufe der Jahrhunderte nach den städtischen Bedürfnissen seiner Bewohner im Bereich des Bürgermeister Badeplatzes der Name wurde 1908 für den Kreuzungsbereich eingeführt. Zwar ist im Grunde genommen nun mehr fast alles, was seiner Zeit zu dem Bischofsmühle-Areal einst gehörte, so sorgsam und gründlich beseitigt worden, dass man glauben könnte, sich keine Vorstellung mehr machen zu können von dem geschichtsträchtigen Areal und Treiben dort – sind es denn noch die schriftlichen Aufzeichnungs- und Bildmaterialien und die erhalten gebliebene Aubachbrücke, welche einen im Jahre 1773 signierten Brückenstein hat – das alles sind die Beweise für eine bewegte Geschichte dieses einst so idyllischen Platzes dort.
An Stelle der 1933 abgerissenen Mühle entstand im Jahre 1934 nach Plänen des Architekten Hans Stoffers ein für die damalige Zeit modernes halbrundes Wohn- und Geschäftshaus.